# Сиудад дел Есте
Сиудад дел Есте (на испански: Ciudad del Este, в буквален превод Източен град) е град в Парагвай, столица на департамент Горна Парана. Това е вторият по големина град в страната, към 2008 г. има 320 782 жители. Намира се на река Парана, точно на границата между Парагвай и Бразилия. От другата страна на Парана е бразилският град Фош до Игуасу, двата града са свързани посредством дългия 552,4 м Мост на Дружбата. Сиудад дел Есте е основан през 1957 г. под името Пуерто Флор де Лис, а по-късно, до 1989 г. се нарича Пуерто Пресиденте Стреснер, на името на диктатора Алфредо Стреснер.
1. ↑  www.macrotrends.net